# ヴォギエーラ
ヴォギエーラ（伊: Voghiera）は、イタリア共和国エミリア＝ロマーニャ州フェラーラ県にある、人口約3,600人の基礎自治体（コムーネ）。

## 地理

### 位置・広がり
フェラーラ県中部に位置するコムーネ。県都フェラーラから南東へ14kmの距離にある。

#### 隣接コムーネ
隣接するコムーネは以下の通り。
- アルジェンタ
- フェッラーラ
- マージ・トレッロ
- ポルトマッジョーレ

### 気候分類・地震分類
ヴォギエーラにおけるイタリアの気候分類 (it) および度日は、zona E, 2276 GGである。
また、イタリアの地震リスク階級 (it) では、zona 3 (sismicità bassa) に分類される。

## 行政

### 分離集落
ヴォギエーラには、以下の分離集落（フラツィオーネ）がある。
- Ducentola, Gualdo, Montesanto, Voghenza